# The Hi-Lo’s
The Hi-Lo’s waren eine 1953 in Los Angeles gegründete A-cappella-Vokalgruppe des Jazz und Pop. Sie nahmen zahlreiche Platten auf und hatten einen weitreichenden musikalischen Einfluss, zum Beispiel auf Manhattan Transfer und die King’s Singers, aber auch kalifornische Popgruppen wie die Beach Boys oder die Mamas and Papas.
Gründungsmitglieder waren der Bassbariton, Arrangeur und Leiter der Gruppe Gene Puerling (1929–2008), die Baritone Bob Strasen (1928–1994) und Bob Morse (1923–2001) und der Tenor (und Lead-Stimme) Clark Burroughs (* 1930). Morse und Burroughs sangen vorher bei den Encores, der Vokalgruppe der Billy-May-Band. Der Name The Hi-Lo’s bezog sich teilweise auf den Stimmumfang der Gruppe, teilweise ihre unterschiedlichen körperlichen Längen (Strasen und Morse waren sehr lang, Puerling und Burroughs klein). Zu ihren damaligen Vorbildern gehören die The Four Freshmen, The Modernaires und die Mel-Tones von Mel Tormé. 1959 ersetzte Don Shelton (* 1934) Bob Strasen. Sie machten zahlreiche Plattenaufnahmen, zuerst 1954 (die EP The Hi Lo’s mit ihrem einzigen Single Chart-Hit My Baby Just Care´s for Me und Georgia on My Mind) und die erste LP 1955 (Listen !, Starlite). Mitte der 1950er tourten sie mit Judy Garland. 1962 hatten sie ihren letzten Auftritt (im Tropicana Hotel in Las Vegas) und lösten sich Mitte der 1960er Jahre ganz auf. Puerling wechselte in die Werbung in San Francisco. Clark sang weiter als Studiomusiker, Morse wurde Antiquitätenhändler. Puerling war 1967  Gründer der vierköpfigen Singers Unlimited (zu denen auch Shelton gehörte), die aber nur Platten-Aufnahmen machten (für MPS) und dazu ihre Stimmen im Overdubbing Verfahren vervielfachten.
Sie hatten ein Comeback Ende der 1970er Jahre, markiert durch einen Auftritt beim Monterey Jazz Festival 1978. Ebenfalls 1978 erschien ihre erste LP seit 1964. Sie gingen in den 1980er Jahren bis 1994 regelmäßig auf Tour, nach dem Tod von Morse 2001 traten sie nur noch gelegentlich auf.
Sie waren 1957 Pollgewinner als Vokalgruppe. Sie erhielten drei Grammy-Nominierungen.
Sie traten 1964 in der Film-Komödie Leih mir deinen Mann (Good Neighbour Sam) mit Jack Lemmon auf.  Ihr Klavierbegleiter und gelegentlicher Arrangeur war lange Jahre Clare Fischer.